# Clarence Huebner
Clarence Ralph Huebner (ur. 24 listopada 1888 w Bushton w stanie Kansas, zm. 23 września 1972 w Waszyngtonie) – amerykański generał porucznik, żołnierz obu wojen światowych. Najbardziej znany jako dowódca słynnej 1 Dywizji Piechoty (m.in. podczas desantu na plaży Omaha) oraz V Korpusu.

## Życiorys

### Wczesne lata
Wychował się na farmie rodziców w Bushton w stanie Kansas. Od 1910 roku służył w 18 Pułku Piechoty, przechodząc od stopnia szeregowca do sierżanta. Zawodowym żołnierzem został w listopadzie 1916 roku.

### I wojna światowa
Podczas I wojny światowej służył na froncie zachodnim, wysłany do Francji ze swoją nową jednostką, 28 Pułkiem Piechoty, który później stała się częścią 1 Dywizji Piechoty (słynna „Wielka Czerwona Jedynka”), wkrótce po przystąpieniu USA do wojny. Dywizja była pierwszą jednostką Amerykańskiego Korpusu Ekspedycyjnego, która została wysłana za granicę Stanów Zjednoczonych w czasie I wojny światowej. W następnym roku brał udział w pierwszym ataku 28 Pułku pod Cantigny przez Soissons, Saint-Mihiel i Meuse-Argonne. Za zasługi na polu walki Wielkiej Wojny otrzymał dwa Krzyży Wybitnej Służby, Medal Sił Lądowych za Wybitną Służbę i Srebrną Gwiazdę. Dowodził 2. batalionem 28 Pułku Piechoty w Cantigny po śmierci swojego dowódcy, a później dowodził pułkiem, będąc jednym z najmłodszych dowódców pułku w Amerykańskich Siłach Ekspedycyjnych.
Pozostając w armii po wojnie, uczęszczał do United States Army Command and General Staff College w Fort Leavenworth w 1924 roku, a na jej wydziale służył od 1929 do 1933 roku.

### II wojna światowa

#### Wielka Czerwona Jedynka
W 1943 roku zastąpił popularnego dowódcę 1 Dywizji Piechoty, gen. Terry'ego Allena, w ramach zmian personalnych opracowanych przez gen. Omara Bradleya. Pomimo tego, że dywizja odniosła znaczne sukcesy bojowe pod dowództwem Allena w czasie kampanii afrykańskiej i sycylijskiej, Bradley był bardzo krytyczny zarówno wobec Allena, jak i jego adiutanta, Theodore'a Roosevelta Jr., który przedkładał umiejętności bojowe nad musztrę i dyscyplinę. Jak napisał Bradley: „Podczas gdy alianci godnie paradowali przez Tunis, walcząca 1 Dywizja Piechoty Allena świętowała zwycięstwo w Tunezji na swój sposób. W miastach od Tunezji aż do Arzewa, dywizja pozostawiła po sobie ślad splądrowanych sklepów z winami i oburzonych burmistrzów. Natomiast w Oranie [...] dywizja wpadła w szał. Problem zaczął się, gdy oddziały SOS (Services of Supply), długo stacjonujące w Oranie, zamknęły swoje kluby i instalacje dla naszych oddziałów bojowych przybywających z frontu. Zirytowana tym wykluczeniem, 1 Dywizja wpadła do miasta, aby „wyzwolić” je po raz drugi”. Mimo to Bradley przyznał, że „żaden dowódca nie przewyższył nieprzewidywalnego Terry'ego Allena w kwestii kierowania żołnierzami na polu walki”.
Po objęciu dowództwa Huebner natychmiast zarządził serię ćwiczeń, marszów i szkoleń strzeleckich dla 1 Dywizji Piechoty, również dla weteranów, którzy właśnie zakończyli krwawe walki z siłami niemieckimi na Sycylii. Nie podobało się to starszym żołnierzom, którzy nie próbowali ukrywać swoich sympatii dla generała Allena. Jak powiedział z obrzydzeniem jeden z weteranów Wielkiej Czerwonej Jedynki: „Do jasnej cholery (ang. Hell's bells)! Zabijamy Niemców od miesięcy, a teraz uczą nas strzelać z karabinu? To nie ma sensu”.
Wspierany przez Bradleya i Eisenhowera Huebner jednak nie ustępował, a morale dywizji stopniowo się poprawiało. Jako dowódca Wielkiej Czerwonej Jedynki podczas operacji Overlord, kierował lądowaniem 1 Dywizji Piechoty na plaży Omaha 6 czerwca 1944 roku, po którym poprowadził swoją dywizję na Saint-Lô, zdobyte w połowie lipca. Później 1 Dywizja Piechoty pod jego rozkazami odparła niemiecką kontrofensywę pod Mortain i ścigała armię niemiecką przez całą Francję aż do granicy Niemiec, tocząc tam bitwę o Akwizgran i las Hürtgen.

#### Dowództwo V Korpusu
W styczniu 1945 roku Huebner objął dowództwo nad V Korpusem, który pokierował od Renu do Łaby w czasie inwazji na Niemcy, gdzie jego wojska nawiązały pierwszy kontakt z Armią Czerwoną. Dowodził V Korpusem do 11 listopada 1945 roku.

### Służba powojenna
Po II wojnie światowej służył jako zastępca szefa sztabu armii w Pentagonie od końca 1945 roku do 1946 roku, kiedy to został szefem sztabu United States European Command (EUCOM). Otrzymał ostatni awans do stopnia generała porucznika 28 marca 1947 roku, a także pełnił funkcję zastępcy dowódcy EUCOM od 1947 do 1950 roku. Był ostatnim gubernatorem wojskowym amerykańskiej strefy okupacyjnej w Niemczech od 15 maja 1949 roku do 1 września 1949 roku.
Odszedł na emeryturę wojskową 30 listopada 1950 roku.

### Późniejsze lata
1 września 1951 roku został dyrektorem Komisji Obrony Cywilnej stanu Nowy Jork i pełnił tę funkcję do stycznia 1961 roku. Był zdecydowanym zwolennikiem budowy schronów przeciwatomowych; uważał, że ludność Stanów Zjednoczonych zostanie ostatecznie zmuszona do ciągłego życia w podziemnych schronach i „zobaczy słońce tylko podejmując skalkulowane ryzyko”.

## Życie prywatne
Poślubił Florence Barrett w 1921 roku. Po jej śmierci w 1966 roku, ożenił się z Anne Imelde Mathews w 1968 roku. Zmarła w 1974 roku. Wszyscy troje są pochowani razem na Cmentarzu Narodowym w Arlington.

## W kulturze masowej
Jego postać została zagrana przez Charlesa Macaulaya w filmie Wielka Czerwona Jedynka z 1980 roku, w sekwencji otwierającej rozgrywającej się podczas I wojny światowej, a także – w zrekonstruowanej wersji rozszerzonej – w 1944 roku, tuż przed bitwą o las Hürtgen.